# Chris Haslam (Basketballspieler)
Christopher John Haslam (* 27. Mai 1974 in Southport, Merseyside) ist ein ehemaliger britischer Basketballspieler. Nach dem Studium in den Vereinigten Staaten spielte Haslam in verschiedenen europäischen Ligen, neben Deutschland beim MBC aus Weißenfels in der Saison 2001/02 auch längere Zeit in Belgien und Italien. Zum Ende seiner Karriere kehrte der britische Nationalspieler in seine Heimat zurück, wo er seine Profikarriere auch begonnen hatte. Nach seiner Karriere wurde Haslam 2010 Assistenztrainer in Lamar (Colorado) am Community College.

## Karriere
Zum Studium ging Haslam 1993 in die Vereinigten Staaten an die University of Wyoming, wo er – zusammen in einer Mannschaft mit dem späteren NBA-All-Star Theo Ratliff – für die Hochschulmannschaft Cowboys spielte, die damals in der Western Athletic Conference der NCAA spielten. Jedoch konnten sich die Cowboys während Haslams aktiver Zeit nie für die landesweite Endrunde der NCAA qualifizieren.
1997 kehrte Haslam in seine Heimat zurück und spielte für die Bullets aus Birmingham in der British Basketball League. Die Bullets gewannen in dieser Spielzeit den Meistertitel und holten sich den Titel von den London Towers zurück. Haslam wechselte für die folgende Spielzeit nach Griechenland zu Apollon Patras. Die Griechen belegten am Ende der Spielzeit jedoch nur den vorletzten Platz und stiegen aus der A1 Ethniki ab. Während der deutsche Trainer Dirk Bauermann den Verein in der folgenden Spielzeit übernahm, wechselte Haslam nach Belgien, wo Bauermann zuvor gearbeitet hatte. Mit dem Royal Basket Club aus Pepinster verpasste Haslam nach einem schlechten Saisonstart und einem Trainerwechsel die Play-offs um die belgische Meisterschaft 2000. Unter dem neuen Trainer Nikša Bavčević gelang in der folgenden Spielzeit noch die Qualifikation für die Play-offs, in denen man gegen den späteren Meister Telindus Oostende ausschied.
Für die Spielzeit 2001/02 unterschrieb Haslam dann einen Vertrag beim deutschen Erstligisten MBC Weißenfels in der Basketball-Bundesliga. Der Aufsteiger von 1999 verpasste in dieser Spielzeit erstmals die Qualifikation für die Play-offs um die deutsche Meisterschaft und belegte am Ende der regulären Saison nach nur fünf Siegen den letzten Tabellenplatz. In der Relegationsrunde gelang noch der Sprung auf den vorletzten Tabellenplatz, der zum Klassenerhalt reichte, da es für die folgende Spielzeit nur einen Aufsteiger gab. Für die darauffolgende Spielzeit kehrte Haslam nach Belgien zurück und spielte für den Verein aus Lüttich. 
2003 wechselte Haslam in die italienische Lega Basket Serie A zum Aufsteiger aus dem sizilianischen Messina, der jedoch am Ende der Spielzeit den letzten Tabellenplatz belegte. Während Messina anschließend in Konkurs ging, wechselte Haslam zum Verein aus Livorno. Livorno verpasste am Ende der Spielzeit die Play-offs um die Meisterschaft, und Haslam wechselte 2005 zum Ligakonkurrenten in Teramo. Dort blieb Haslam jedoch nur bis Januar 2006, als er zurück nach Sizilien zum ehemaligen Erstligisten aus Trapani wechselte. Dieser Verein wurde jedoch am Ende der Spielzeit in der zweiten Liga LegADue mit nur vier Spielen aus 30 Spielen abgeschlagen Tabellenletzter.
In der Spielzeit 2006/07 gab es in der britischen Hauptstadt London mit United einen neuen Basketballverein in der British Basketball League, da der frühere EuroLeague-Teilnehmer London Towers in Konkurs gegangen war. Haslam wurde für diesen neuen Verein verpflichtet, der in seiner Premierensaison früh in den Play-offs ausschied. Anschließend war auch für diesen Verein wegen Zahlungsschwierigkeiten Schluss, und Haslam spielte 2007 zunächst in Tschechien bei Mlékárna Kunín aus Nový Jičín. Tony Garbelotto, sein Trainer bereits bei London United, holte Haslam dann in die British Basketball League zurück, wo er die folgenden drei Spielzeiten in der Nähe seiner Geburtsstadt bei den Everton Tigers spielte. Zum Ende seiner Karriere gewann er mit den Tigers 2010 auch die Meisterschaft in der British Basketball League, nachdem man im Vorjahr Vizemeister geworden war.
Mit der englischen Nationalmannschaft war Haslam stets an der Qualifikation für eine Endrunde gescheitert. Nach der Vergabe der Olympischen Spiele 2012 an die britische Hauptstadt London wurde eine britische Basketballnationalmannschaft neu formiert. Zusammen mit Haslam konnte sich diese Mannschaft dann 2007 in den Kreis der besten europäischen Nationalmannschaften der Division A spielen. Anschließend wurde Haslam für das Nationalteam, das sich dann für die EM-Endrunde 2009 qualifizierte, nicht mehr berücksichtigt.